# Indergarh
Indergarh är en ort i Indien.   Den ligger i distriktet Kannauj och delstaten Uttar Pradesh, i den centrala delen av landet, 300 km sydost om huvudstaden New Delhi. Indergarh ligger 148 meter över havet och antalet invånare är 17 366.
Terrängen runt Indergarh är mycket platt. Runt Indergarh är det tätbefolkat, med 530 invånare per kvadratkilometer. Indergarh är det största samhället i trakten. Trakten runt Indergarh består till största delen av jordbruksmark.